# 布洛德尔赛姆
布洛德尔赛姆（法語：Blodelsheim，法語發音：[blodəlsaim] ⓘ）是法国上莱茵省的一个市镇，属于坦恩-盖布维莱尔区。

## 地理
布洛德尔赛姆（47°53'6"N, 7°32'17"E）面积20.69 平方千米，位于法国大東部大區上莱茵省，该省份为法国东部内陆省份，是阿尔萨斯的一部分，今与下莱茵省组成了阿尔萨斯欧洲集体，其北临下莱茵省，西接孚日省，西南接贝尔福地区省，东侧沿莱茵河与德国相望，南与瑞士接壤。
与布洛德尔赛姆接壤的市镇（或旧市镇、城区）包括：费瑟奈姆、罗格努斯、上鲁默赛姆。
布洛德尔赛姆的时区为UTC+01:00、UTC+02:00（夏令时）。

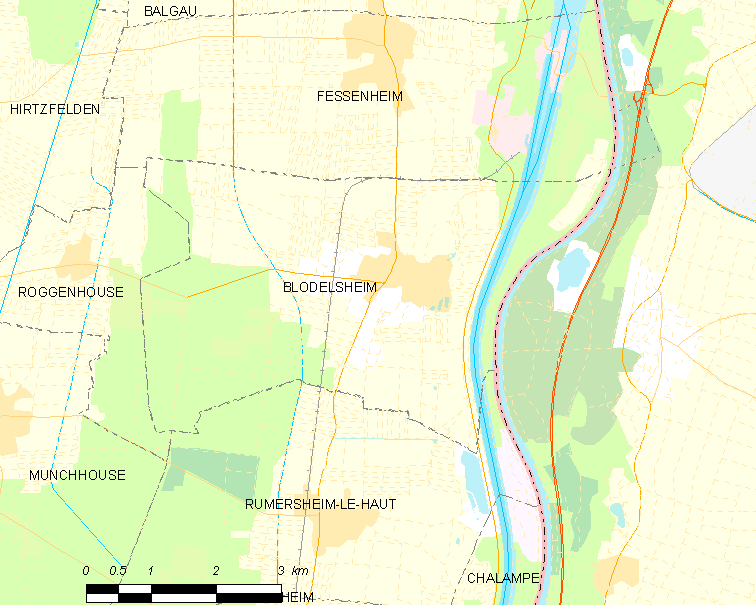
布洛德尔赛姆的OSM定位图

## 行政
布洛德尔赛姆的邮政编码为68740，INSEE市镇编码为68041。

## 政治
布洛德尔赛姆所属的省级选区为恩西赛姆县。

## 人口

1962-2008年间布洛德尔赛姆人口变化图示

布洛德尔赛姆于2022年1月1日时的人口数量为1959人。